# Сілвер-Лейк (Північна Кароліна)
Сілвер-Лейк (англ. Silver Lake) — переписна місцевість (CDP) в США, в окрузі Нью-Гановер штату Північна Кароліна. Населення — 6500 осіб (2020).

## Географія
Сілвер-Лейк розташований за координатами 34°8′29″ пн. ш. 77°54′36″ зх. д. / 34.14139° пн. ш. 77.91000° зх. д. (34.141431, -77.909936).  За даними Бюро перепису населення США в 2010 році переписна місцевість мала площу 6,48 км², з яких 6,35 км² — суходіл та 0,13 км² — водойми.

## Демографія
Згідно з переписом 2010 року, у переписній місцевості мешкало 5598 осіб у 2114 домогосподарствах у складі 1509 родин. Густота населення становила 864 особи/км².  Було 2278 помешкань (351/км²).
Расовий склад населення:
| - 77,8 % — білих - 8,8 % — чорних або афроамериканців - 0,8 % — азіатів - 0,6 % — корінних американців - 0,1 % — вихідців з тихоокеанських островів - 9,6 % — осіб інших рас |

До двох чи більше рас належало 2,3 %. Частка іспаномовних становила 12,9 % від усіх жителів.
За віковим діапазоном населення розподілялося таким чином: 26,3 % — особи молодші 18 років, 64,6 % — особи у віці 18—64 років, 9,1 % — особи у віці 65 років та старші. Медіана віку мешканця становила 34,4 року. На 100 осіб жіночої статі у переписній місцевості припадало 96,1 чоловіків;  на 100 жінок у віці від 18 років та старших — 91,7 чоловіків також старших 18 років.
Середній дохід на одне домашнє господарство  становив 49 215 доларів США (медіана — 40 579), а середній дохід на одну сім'ю — 55 866 доларів (медіана — 47 171). Медіана доходів становила 37 305 доларів для чоловіків та 35 772 долари для жінок. За межею бідності перебувало 26,9 % осіб, у тому числі 32,3 % дітей у віці до 18 років та 11,2 % осіб у віці 65 років та старших.
Цивільне працевлаштоване населення становило 2812 осіб. Основні галузі зайнятості: мистецтво, розваги та відпочинок — 19,1 %, освіта, охорона здоров'я та соціальна допомога — 15,5 %, роздрібна торгівля — 13,1 %, будівництво — 11,2 %.